# Diflunisal
El diflunisal es un medicamento del tipo antiinflamatorio no esteroideo que inhibe la producción de prostaglandina, por lo que se indica para el alivio del dolor y la inflamación en pacientes con artritis reumatoide y osteoartritis. Se ha reportado que el diflunisal es eficaz para el dolor en pacientes con cáncer de hueso metastásico y para el control del dolor por cirugía dental del tercer molar. Se ha preparado un ungüento oral de diflunisal al 2% que ha tenido utilidad clínica para el alivio del dolor causado por lesiones en la boca. Debido a que su depuración depende de la función renal y hepática, la dosis de difunisal debe ser limitado en pacientes con trastornos renales. Sus efectos secundarios son muy simliares al del resto de los AINEs, añadiendo el occasional reporte de pseudoporfiria.

## Farmacología
Aunque el diflunisal deriva del ácido salicílico, no se metaboliza a un salicilato, sino que pasa por un ciclo enterohepático con reabsorción de su metabolito glucuronida y luego sufre una partición del glucuronida para volver a liberar su porción activa. El diflunisal está sujeto a un metabolismo de capacidad limitada, de modo que su vida media en el plasma sanguíneo tiene diferentes valores, semejantes a la de los salicilatos. 
A pesar de que el diflunisal tiene un pico de acción de 1 hora y una analgesia máxima al cabo de 2 a 3 horas, los niveles del medicamento no permanecen constantes a menos que se administren dosis repetitivas. Para aumentar la estabilidad de los niveles de diflunisal en el plasma sanguíneo, por lo general se usa una dosis de carga inicial.
Debido a que el diflunisal no entra al sistema nervioso central, no es un medicamento que tiene efectos antipiréticos, es decir, para reducir la fiebre.

## Efectos secundarios
En octubre de 2020, la Administración de Drogas y Alimentos de los EE. UU . (FDA) requirió que la etiqueta del medicamento se actualizara para todos los medicamentos antiinflamatorios no esteroides para describir el riesgo de problemas renales en los bebés por nacer que resultan en un nivel bajo de líquido amniótico. Recomiendan evitar los AINE en mujeres embarazadas a las 20 semanas o más tarde del embarazo.
El diflunisal puede provocar reacciones adversas no desadas, algunos de ellos severos, tales como vómitos, diarrea, estreñimiento, flatulencias, dolor de cabeza, mareos, pitido en los oídos, malestar estomacal, cansancio excesivo, sangrado o moretones inusuales, picazón generalizada, falta de energía, pérdida del apetito y de peso. Puede haber una asociación entre el uso de diflunisal y otros AINE en la aparición de fascitis necrotizante, una infección bacteriana de la piel.
Diflunisal aumenta las concentraciones sanguíneas del acetaminofen y puede llegar a acumularse en el cuerpo de personas obesas o ancianas, en especial si se combina con aspirina.

### Sobredosis
Se han producido muertes por la combinación inusual del diflunisal con otros medicamentos o bien por el uso de dosis muy elevadas de este medicamento.[cita requerida] La dosis oral letal del diflunisal es de 500 mg/kg. Los síntomas de una sobredosis de diflunisal incluyen taquicardia y otros trastornos del ritmo cardíaco, coma, estupor y vómitos. La dosis mínima de diflunisal que ha causado la muerte en personas sin el uso concomitante de otros medicamentos es de 15 gramos. Si se añaden otros medicamentos, la dosis letal mínima fue de 7,5 gramos. El diflunisal viene en preparaciones de 250 o de 500 mg, por lo tanto, es relativamente difícil que una sobredosis ocurra por accidente.